# Vincent Lübeck
Pour les articles homonymes, voir Lübeck.
Vincent Lübeck est un organiste et compositeur allemand, né à Padingbüttel (Brême-et-Verden) en septembre 1654 et mort à Hambourg le 9 février 1740.

## Biographie
Son père (prénommé Vincent) était organiste ; son nom provient certainement de la ville de Lübeck, capitale de la Hanse, centre commercial et musical important du nord de l'Allemagne. 
Vincent Lubeck passe une partie de sa jeunesse à Flensbourg. Il devient organiste et exerce à partir de 1675 à Stade, où il acquiert une grande réputation d'interprète, compositeur, professeur et expert. 
En 1702, il est nommé à l'église Saint-Nicolas de Hambourg. Cette église possède le plus bel instrument de la ville, chef-d'œuvre du célèbre facteur Arp Schnitger. Jean-Sébastien Bach entend jouer Lübeck et Johann Adam Reinken pendant son séjour de jeunesse dans cette ville : la manière de ces deux artistes aura une influence sur son écriture pour l'orgue dans les œuvres de jeunesse. Vincent Lübeck reste à ce poste jusqu'à sa mort, aidé vers la fin par son fils (prénommé lui aussi Vincent).

## Œuvres
Malgré la durée de sa carrière, on ne conserve de lui qu'un petit nombre d'œuvres, soit :
- le monumental choral Ich ruf zu Dir Herr Jesu Christ, LübWV 13 ;
- un autre choral intitulé Nun Last uns Gott den Herren, LübWV 15 ;
- six « préludes et fugues » qui sont en fait, comme chez Buxtehude dont le style est très proche, des pièces grandioses alternant plusieurs séquences de fantaisie et de virtuosité et d'autres fuguées, avec quatre ou cinq voix, et parfois deux voix au pédalier (stylus phantasticus) ;
- quelques praeludiums et courtes pièces.

Lubeck a également composé 4 cantates et un motet concertant, ainsi qu'un petit nombre de pièces pour clavecin (Clavier-Übung) dont une suite en sol mineur.

## Hommages
L'astéroïde (5108) Lübeck, découvert en 1987, est nommé en son honneur.

## Discographie
- Vincent Lübeck, L’œuvre d'orgue, Michel Chapuis (orgue Klapmeyer de l’Église Saint-Nicolas d'Altenbruch) - Astrée-Auvidis E7782 (1969, réédité en 1993)
- Vincent Lübeck, Organ Works, Léon Berben (orgue), Aeolus - AE 10571 (2009)

### Partitions gratuites
- « Lübeck, Vincent » (partitions libres de droits), sur l'IMSLP
- Kantoreiarchiv Cantate Willkommen, süßer Bräutigam.